# Conseil exécutif du Québec
Ne doit pas être confondu avec Comité exécutif de la ville de Québec.
Le Conseil exécutif du Québec pour Sa Majesté (généralement appelé le conseil des ministres du Québec) est le principal organe du pouvoir exécutif au Québec. Il est ainsi à la tête du gouvernement de Sa Majesté pour le Québec. En collégialité, ses membres assurent la direction du gouvernement et régissent la fonction publique québécoise. Officiellement, le conseil des ministres fait office de conseil privé chargé de conseiller le lieutenant-gouverneur. Dans les faits, il conseille plutôt le premier ministre et exerce lui-même plusieurs pouvoirs.
Le conseil des ministres est présidé par le premier ministre du Québec, c'est-à-dire généralement le chef du parti politique ayant le plus de sièges à l'Assemblée nationale. Le premier ministre nomme, en début de législature, les autres membres du conseil des ministres. Les personnes choisies sont ainsi élevées au rang de ministres du gouvernement pour une durée de mandat indéterminée. La plupart des ministres sont à la tête de l'administration publique québécoise par l'intermédiaire d'un ministère; certains sont ministres titulaires alors que d'autres ne sont pas à la tête d'un ministère (les ministres délégués).
Le Conseil exécutif du Québec est formé en vertu de la Loi sur l'exécutif, alors que les ministères québécois sont constitués par la Loi sur les ministères. Ainsi donc, il convient de distinguer les titres ministériels désignant les fonctions de membres du Conseil de ceux désignant proprement les titulaires de ministères. Car, quels que soient les titres sous lesquels se présentent les membres du Conseil, chacun des ministres titulaires porte obligatoirement le titre qui lui est conféré par la Loi sur les ministères.

## Nomination
En vertu de la Loi sur l'exécutif, le Conseil exécutif du Québec est composé des personnes que le lieutenant-gouverneur juge à propos de nommer. Cependant, l'article 4 de cette même loi énumère quelques fonctionnaires que le lieutenant-gouverneur peut nommer au nombre des membres qui composent le Conseil.
Ainsi donc, le premier ministre ou l'ensemble des membres du Conseil en collégialité peut recommander une personne à un poste de ministre sans que celle-ci n'ait été élue député à l'Assemblée nationale. Cependant, il est de coutume que cette personne se porte candidate à une élection partielle, à la première occasion. Dans l'éventualité où ce ministre ne réussirait pas à se faire élire comme membre de l'Assemblée nationale, il pourrait être appelé à démissionner. Le 18 juin 2002, il en fut ainsi pour David Levine, qui fut nommé dans le gouvernement Landry comme ministre délégué à la santé.

## Composition et remaniement
Le conseil exécutif se compose du premier ministre et des ministres. Cependant, d'autres personnes peuvent être appelées par le premier ministre à assister aux réunions du conseil. Actuellement[Quand ?] il s'agit du whip du gouvernement, du président du caucus des députés du parti ministériel ainsi que de quatre secrétaires d'État.
Le premier ministre peut révoquer ou destituer n'importe lequel des membres composant son cabinet sans obtenir l'autorisation du lieutenant gouverneur ou de l'Assemblée nationale. Il est courant de voir un remaniement ministériel à la mi-mandat. Il s'agit d'une façon pour le premier ministre de préparer son équipe en vue des prochaines élections législatives.

## Mandat
Un ministre peut exercer ses fonctions et prérogatives tant et aussi longtemps que le premier ministre le maintient dans ses fonctions. Il continue à exercer sa charge jusqu'à ce que son successeur soit désigné et assermenté. Il en est de même dans l'éventualité où le parti au pouvoir perd les élections et même si le ministre en question a subi une défaite électorale personnelle.

## Rôles et fonctions
Le Conseil exécutif conseille le premier ministre et les autres ministres du Cabinet dans leur prise de décisions. Cependant, il revient au premier ministre de prendre la décision finale et ce même si tous les membres du Conseil exécutif sont en défaveur. Plusieurs décisions prises par le gouvernement du Québec sont en réalité des décisions du premier ministre seul.
Même si le premier ministre et les ministres siègent comme députés à l'Assemblée nationale, lorsqu'ils se réunissent en conseil ils exercent le pouvoir exécutif. Cependant, dans notre régime parlementaire britannique il existe ce que l'on appelle la responsabilité ministérielle. Cette règle oblige le premier ministre et les ministres à rendre des comptes de leur gestion et de leur administration devant le Parlement.

## Vote devant l'Assemblée nationale
Un député exerçant la charge de ministre est avant tout, lorsqu'il siège au Parlement, un député représentant une circonscription. En conséquence, il doit voter sur les projets de lois et les motions qui sont soumis au vote de la chambre soit par le gouvernement, soit par les autres partis politiques. Il existe à ce sujet une convention que l'on appelle solidarité ministérielle qui stipule qu'un ministre ne peut voter contre le gouvernement. Légalement, il pourrait le faire, cependant on peut imaginer les conséquences d'un tel désaveu.

## Composition actuelle
| Nom                       | Fonction |
| ------------------------- | --- |
| François Legault          | Premier ministre |
| Geneviève Guilbault       | Vice-première ministre |
| Geneviève Guilbault       | Ministre des Transports et de la Mobilité durable                                                                           |
| Christian Dubé            | Ministre de la Santé |
| Eric Girard               | Ministre des Finances |
| Eric Girard               | Ministre responsable des Relations avec les Québécois d'expression anglaise                                                 |
| Christine Fréchette       | Ministre de l'Économie, de l'Innovation et de l'Énergie                                                                     |
| Christine Fréchette       | Ministre responsable du Développement économique régional                                                                   |
| Christine Fréchette       | Ministre responsable de la Métropole et de la région de Montréal                                                            |
| Sonia LeBel               | Présidente du Conseil du Trésor                                                                                             |
| Sonia LeBel               | Ministre responsable de l'Administration gouvernementale                                                                    |
| Bernard Drainville        | Ministre de l'Éducation |
| Bernard Drainville        | Ministre responsable de la région de la Chaudière-Appalaches                                                                |
| Pascale Déry              | Ministre de l'Enseignement supérieur                                                                                        |
| Mathieu Lacombe           | Ministre de la Culture et des Communications                                                                                |
| Mathieu Lacombe           | Ministre responsable de la Jeunesse                                                                                         |
| Mathieu Lacombe           | Ministre responsable de la région de l'Outaouais                                                                            |
| Simon Jolin-Barrette      | Leader parlementaire du gouvernement                                                                                        |
| Simon Jolin-Barrette      | Ministre de la Justice |
| Simon Jolin-Barrette      | Ministre responsable des Relations canadiennes                                                                              |
| François Bonnardel        | Leader parlementaire du gouvernement                                                                                        |
| François Bonnardel        | Ministre responsable de la région de l'Estrie                                                                               |
| François Bonnardel        | Leader parlementaire adjoint du gouvernement                                                                                |
| Jean-François Roberge     | Ministre de l'Immigration, de la Francisation et l'Intégration                                                              |
| Jean-François Roberge     | Ministre de la Langue française                                                                                             |
| Jean-François Roberge     | Ministre responsable de la Francophonie canadienne                                                                          |
| Jean-François Roberge     | Ministre responsable des Institutions démocratiques                                                                         |
| Jean-François Roberge     | Ministre responsable de l'Accès à l'information et de la Protection des renseignements personnels                           |
| Jean-François Roberge     | Ministre responsable de la Laïcité                                                                                          |
| Benoit Charette           | Ministre de l'Environnement, de la Lutte contre les changements climatiques, de la Faune et des Parcs                       |
| Suzanne Roy               | Ministre de la Famille |
| Suzanne Roy               | Ministre responsable de la région de la Montérégie                                                                          |
| Andrée Laforest           | Ministre des Affaires municipales                                                                                           |
| Andrée Laforest           | Ministre responsable de la région du Saguenay–Lac-Saint-Jean                                                                |
| André Lamontagne          | Ministre de l'Agriculture, des Pêcheries et de l'Alimentation                                                               |
| André Lamontagne          | Ministre responsable de la région du Centre-du-Québec                                                                       |
| Martine Biron             | Ministre des Relations internationales et de la Francophonie                                                                |
| Martine Biron             | Ministre responsable de la Condition féminine                                                                               |
| Maïté Blanchette Vézina   | Ministre des Ressources naturelles et des Forêts                                                                            |
| Maïté Blanchette Vézina   | Ministre responsable de la région du Bas-Saint-Laurent et de la région de la Gaspésie–Îles-de-la-Madeleine                  |
| Jean Boulet               | Ministre du Travail |
| Jean Boulet               | Ministre responsable de la région de la Mauricie, de la région de l'Abitibi-Témiscamingue et de la région du Nord-du-Québec |
| Kateri Champagne Jourdain | Ministre de l'Emploi |
| Kateri Champagne Jourdain | Ministre responsable de la région de la Côte-Nord                                                                           |
| Caroline Proulx           | Ministre du Tourisme |
| Caroline Proulx           | Ministre responsable de la région de Lanaudière                                                                             |
| Gilles Bélanger           | Ministre de la Cybersécurité et du Numérique                                                                                |
| Lionel Carmant            | Ministre responsable des Services sociaux                                                                                   |
| France-Élaine Duranceau   | Ministre responsable de l'Habitation                                                                                        |
| Ian Lafrenière            | Ministre responsable des Relations avec les Premières Nations et les Inuits                                                 |
| Isabelle Charest          | Ministre responsable du Sport, du Loisir et du Plein air                                                                    |
| Jonatan Julien            | Ministre responsable des Infrastructures                                                                                    |
| Jonatan Julien            | Ministre responsable de la région de la Capitale-Nationale                                                                  |
| Chantal Rouleau           | Ministre responsable de la Solidarité sociale et de l'Action communautaire                                                  |
| Sonia Bélanger            | Ministre responsable des Aînés                                                                                              |
| Sonia Bélanger            | Ministre déléguée à la Santé                                                                                                |
| Sonia Bélanger            | Ministre responsable de la région des Laurentides                                                                           |
| Christopher Skeete        | Ministre délégué à l'Économie                                                                                               |
| Christopher Skeete        | Ministre responsable de la Lutte contre le racisme                                                                          |
| Christopher Skeete        | Ministre responsable de la région de Laval                                                                                  |
| Mario Laframboise         | Whip en chef du gouvernement                                                                                                |
| François Jacques          | Président du caucus du gouvernement                                                                                         |